# Natalie Schwager

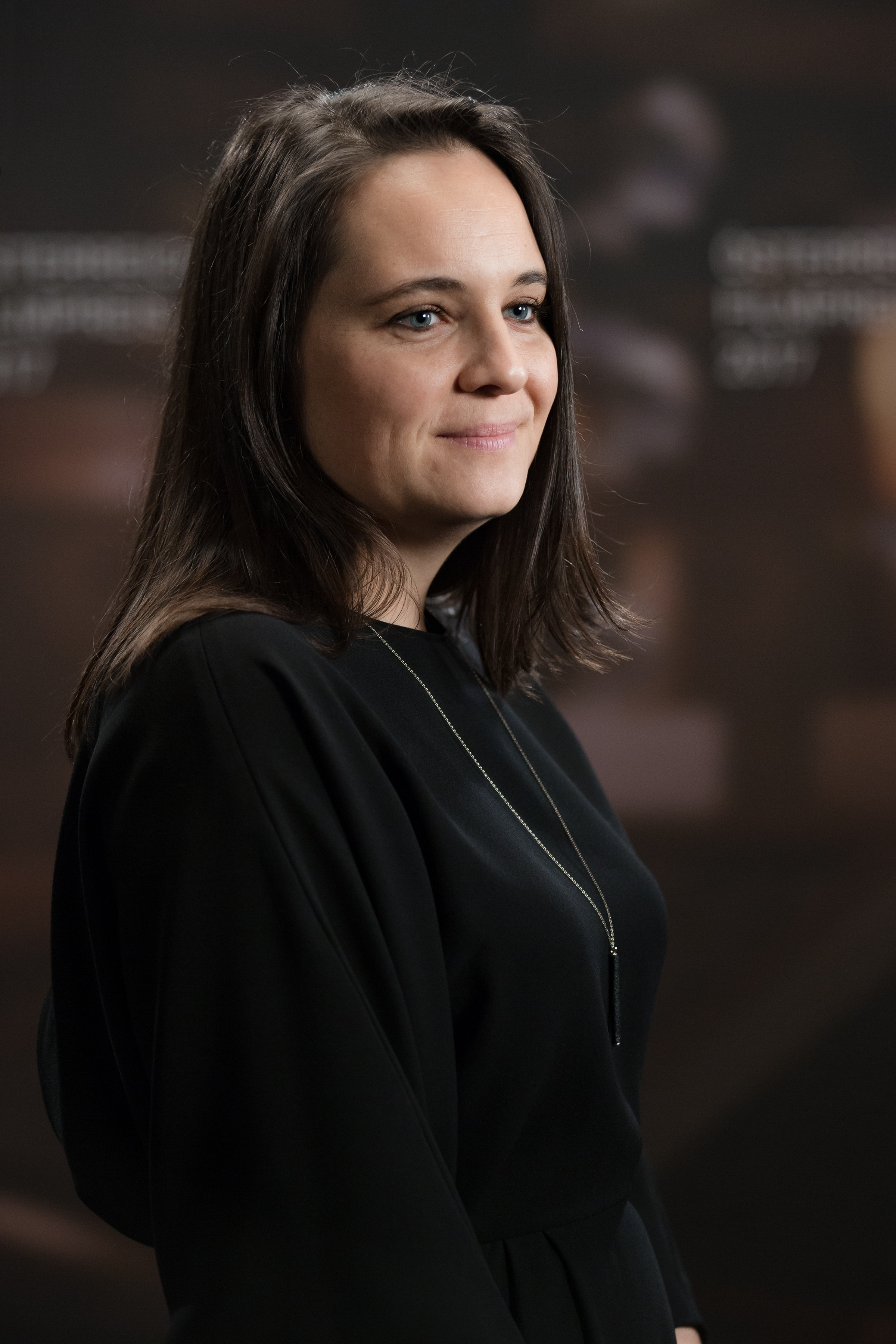
Natalie Schwager (beim Österreichischen Filmpreis 2017)

Natalie Schwager (* 1984 in Wien) ist eine österreichische Filmeditorin und Filmproduzentin.

## Leben und Werk
Natalie Schwager studierte ab 2004 Schnitt an der Filmakademie Wien. Während des Studiums arbeitete sie nebenbei auch als Schnittassistentin, Regieassistentin, und Script/Continuity.
Seit 2007 ist Schwager als freie Editorin tätig. Im Jahr 2010 gründete sie zusammen mit Flavio Marchetti, Katharina Mückstein und Michael Schindegger das Arbeitskollektiv und Produktionsunternehmen „La Banda Film“. Das Quartett hat bisher die Kino-Spielfilme Talea (2013) und L’Animale (2018), sowie die Kino-Dokumentarfilme Holz Erde Fleisch (2016) und Tiere und andere Menschen (2017) produziert.
Mit den Spielfilm Soldate Jeannette (Regie: Daniel Hoesl) war Schwager 2014 für den Schnitt-Preis nominiert.
2017 wurde Schwager für die Produktion des Dokumentarfilms Holz Erde Fleisch mit dem Österreichischen Filmpreis ausgezeichnet. Es ist bisher die einzige Produktion in ihrer Filmografie, wo sie nicht auch selbst die Editorin war. 2019 war sie erneut für den Österreichischen Filmpreis nominiert; für den Schnitt von L’Animale.

## Filmografie (Auswahl)

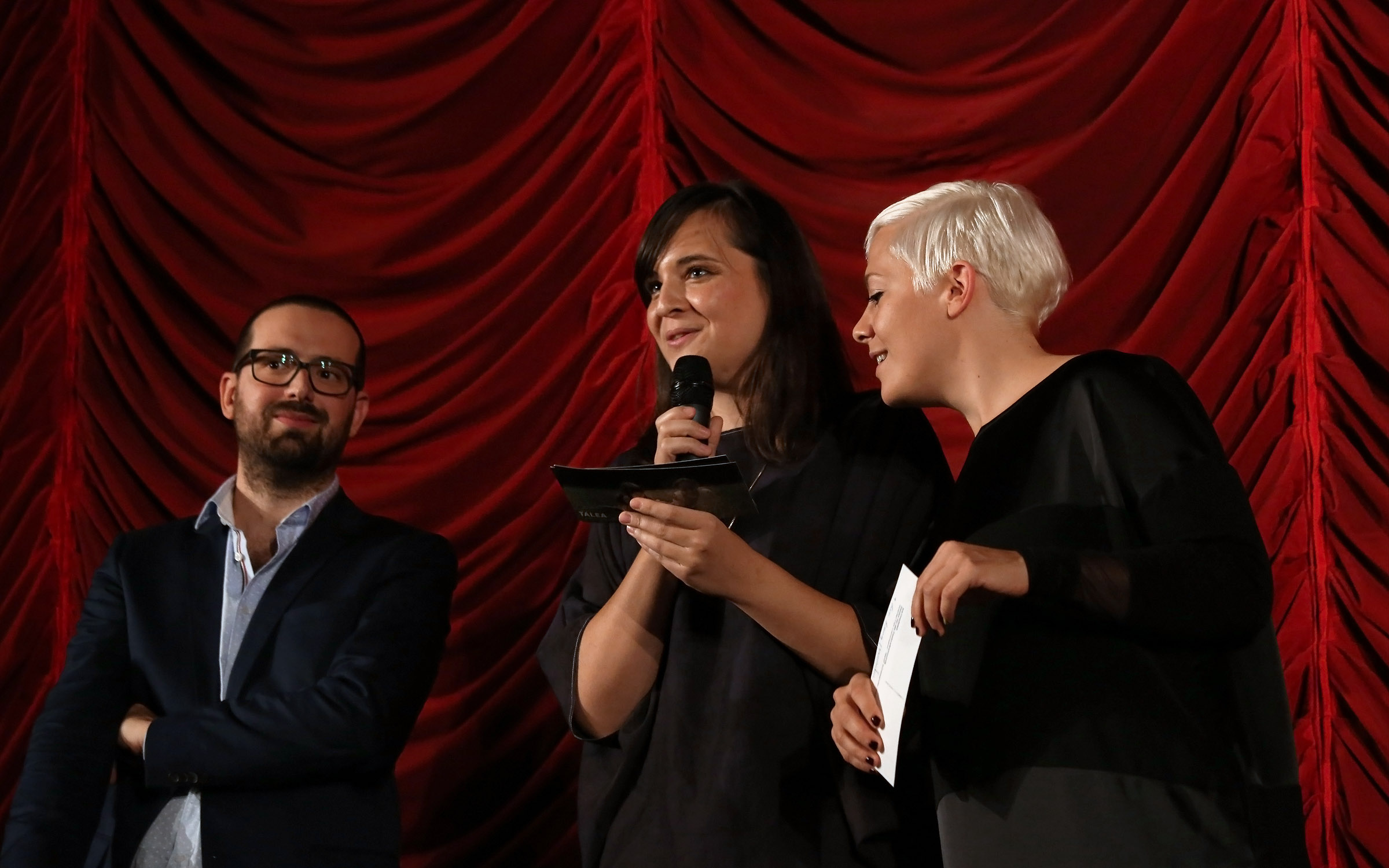
Natalie Schwager (Mitte) mit Flavio Marchetti und Katharina Mückstein bei der Wien-Premiere von Talea, 2013

In allen Filmen als Editorin – wo auch Produktion hinzukommt, ist dies ausgewiesen.
- 2011: Farben einer langen Nacht (Dokumentarfilm) – Regie: Judith Zdesar
- 2012: Die Wand (Kino-Spielfilm) – weitere Editoren: Thomas Kohler, Bettina Mazakarini / Regie: Julian Pölsler
- 2013: Talea (Kino-Spielfilm) – auch Produktion; Regie: Katharina Mückstein
- 2013: Soldate Jeannette (Kino-Spielfilm) – Regie: Daniel Hoesl
- 2014: Das Kind in der Schachtel (Dokumentarfilm) – Regie: Gloria Dürnberger
- 2016: WiNWiN (Dokumentarfilm) – Regie: Daniel Hoesl
- 2016: Future Baby (Dokumentarfilm) – Regie: Maria Arlamovsky
- 2017: Tiere und andere Menschen (Kino-Dokumentarfilm) – auch Produktion; Regie: Flavio Marchetti
- 2018: L’Animale (Kino-Spielfilm) – auch Produktion; Regie: Katharina Mückstein
- 2021: Taxi, Taxi – 24 Stunden unterwegs (TV-Dokumentarfilm) – Regie: Kriztina Kerekes
- 2023: Feminism WTF

Nur als Produzentin
- 2016: Holz Erde Fleisch (Kino-Dokumentarfilm) – Schnitt & Regie: Sigmund Steiner